# Johannes Pedersen (gymnast)
 For alternative betydninger, se Johannes Pedersen. (Se også artikler, som begynder med Johannes Pedersen)
Johannes Pedersen (født 26. april 1892 i Kimmerslev Sogn, død 17. januar 1982 i Roskilde) var en dansk gymnast, som deltog i OL 1920.

## Gymnastikkarriere
Sammen med 23 andre danske deltagere deltog han i gymnastikdisciplinen svensk system for hold ved OL 1920 i Antwerpen. Holdet var sikret medalje på forhånd, da kun tre nationer stillede op. Sverige vandt guld med 1.363.833 point, Danmark fik 1.324.833, mens hjemmeholdet fra Belgien vandt bronze med 1.094.000 point.